# Fra det moderne Amerikas Aandsliv
Fra det moderne Amerikas Aandsliv är en bok av den norske författaren Knut Hamsun, utgiven 1889. 
Boken tillkom som ett beställningsverk av förläggaren Philipsen efter att Hamsun hade återvänt från sina två vistelser i USA, den första från februari 1882 fram till hösten 1884, den andra från hösten 1886 till sommaren 1888. Boken bygger delvis på de föreläsningar han hade haft i USA och är ett angrepp på den amerikanska livsstilen, amerikansk politik och den amerikanska konsten. Den skrevs på några månader, eftersom den i första hand är baserad på hans tidigare tal och dessutom saknar referenser. Hamsun försöker inte måla upp en objektiv bild av den amerikanska kulturen; boken innehåller endast "några flyktiga, tillfälliga intryck" han fick under sina besök. Hamsun kom efteråt att uttala sig nedsättande om arbetet och kallade det "barnsligt". 
Förenta staternas historia summerar Hamsun på följande sätt:
| ” | Amerika er to hundre år gammelt. I ett hundre av disse år var det ganske ubebygget, i det neste begynte noen europeiske godtfolk å komme til landet, bra mennesker, strevsomme treller, muskeldyr, legemer, hvis never kunne rydde jord og hvis hjerner ikke kunne tenke. […] | „ |